# Maria di Baden
Maria di Baden (Karlsruhe, 20 novembre 1834 – Amorbach, 21 novembre 1899) era la terza figlia femmina e settima dei figli di Leopoldo I, Granduca di Baden (1790–1852) e di sua moglie la Principessa Sofia di Svezia (1801–65). Fu principessa di Leiningen per conto del suo matrimonio con Ernesto Leopoldo, IV Principe di Leiningen.

## Famiglia d'origine
La Principessa Maria nacque il 20 novembre 1834, a Karlsruhe come Maria Amalia, Principessa e Margravia di Baden. Era la terza figlia femmina e settima dei figli di Leopoldo I, Granduca di Baden e della Principessa Sofia di Svezia.
Il padre di Maria, il Granduca Leopoldo, discendeva da un ramo morganatico della famiglia di Baden (sua madre era Luisa Carolina di Hochberg, una nobildonna) e quindi non aveva diritto ad uno status principesco o ai diritti sovrani del casato di Zähringen del Baden. Tuttavia nel 1830 egli salì al trono del granducato di Baden dopo che la linea principale della sua famiglia si era estinta. Leopoldo fu considerato il primo sovrano tedesco che si occupò delle riforme liberali del suo paese. Sua madre, Sofia Guglielmina di Svezia, era una figlia del re Gustavo IV Adolfo e di Federica di Baden.

## Matrimonio
L'11 settembre 1858 a Karlsruhe Maria sposò Ernesto Leopoldo, IV Principe di Leiningen, il maggiore dei due figli maschi di Carlo, III Principe di Leiningen  (1804 - 1856) and Countess Maria Klebelsberg (1806 - 1880).. La nonna paterna di Ernesto era Vittoria di Sassonia-Coburgo-Saalfeld, madre anche della regina Vittoria del Regno Unito. Il matrimonio univa le dinastie Baden e Leiningen.
Lei e il marito ebbero due figli:
- Principessa Alberta di Leiningen (24 dicembre 1863 - 30 agosto 1901), morì nubile e senza figli a 37 anni;
- Principe Emich di Leiningen (18 gennaio 1866 - 18 luglio 1939), diventò V Principe di Leiningen alla morte di suo padre nel 1904; sposò la Principessa Feodora di Hohenlohe-Langenburg, figlia di Ermanno di Hohenlohe-Langenburg e di Leopoldina di Baden.

## Titoli e trattamento
- 20 novembre 1834 – 11 settembre 1858: Sua Altezza Granducale Principessa Maria di Baden
- 11 September 1858 - 21 November 1899: Sua Altezza Reale Granducale La Principessa di Leiningen

## Ascendenza
|                                              |                       |                                            | Genitori                                       |  |  | Nonni |  |  | Bisnonni                  |  |  | Trisnonni                            |  |
|                                              |                       |                                            |                                                |  |  |       |  |  | Federico di Baden-Durlach |  |  | Carlo III Guglielmo di Baden-Durlach |  |
|                                              |                       |                                            |                                                |  |  |       |  |  | Federico di Baden-Durlach |  |  | Carlo III Guglielmo di Baden-Durlach |  |
|                                              |                       | Maddalena Guglielmina di Württemberg       |                                                |  |  |       |  |  | Federico di Baden-Durlach |  |  |                                      |  |
| Carlo Federico di Baden                      |                       |                                            |                                                |  |  |       |  |  | Federico di Baden-Durlach |  |  |                                      |  |
|                                              |                       | Amalia di Nassau-Dietz                     | Giovanni Guglielmo Friso d'Orange              |  |  |       |  |  |                           |  |  |                                      |  |
|                                              |                       | Amalia di Nassau-Dietz                     | Giovanni Guglielmo Friso d'Orange              |  |  |       |  |  |                           |  |  |                                      |  |
|                                              |                       | Amalia di Nassau-Dietz                     | Maria Luisa d'Assia-Kassel                     |  |  |       |  |  |                           |  |  |                                      |  |
| Leopoldo di Baden                            |                       | Amalia di Nassau-Dietz                     |                                                |  |  |       |  |  |                           |  |  |                                      |  |
|                                              |                       | Luigi Enrico, Barone Geyer di Geyersberg   | Christian Heinrich Geyer von Geyersberg        |  |  |       |  |  |                           |  |  |                                      |  |
|                                              |                       | Luigi Enrico, Barone Geyer di Geyersberg   | Christian Heinrich Geyer von Geyersberg        |  |  |       |  |  |                           |  |  |                                      |  |
|                                              |                       | Luigi Enrico, Barone Geyer di Geyersberg   | Christianne Philippa von Thümel                |  |  |       |  |  |                           |  |  |                                      |  |
| Baronessa Luisa Carolina Geyer di Geyersberg |                       | Luigi Enrico, Barone Geyer di Geyersberg   |                                                |  |  |       |  |  |                           |  |  |                                      |  |
|                                              |                       | Contessa Massimiliana Cristiana di Sponeck | Johann Rudolph von Hedwiger, Conte di Sponeck  |  |  |       |  |  |                           |  |  |                                      |  |
|                                              |                       | Contessa Massimiliana Cristiana di Sponeck | Johann Rudolph von Hedwiger, Conte di Sponeck  |  |  |       |  |  |                           |  |  |                                      |  |
|                                              |                       | Contessa Massimiliana Cristiana di Sponeck | Wilhelmine Louise von Hoff                     |  |  |       |  |  |                           |  |  |                                      |  |
| Principessa Maria di Baden                   |                       | Contessa Massimiliana Cristiana di Sponeck |                                                |  |  |       |  |  |                           |  |  |                                      |  |
|                                              | Gustavo III di Svezia | Adolfo Federico di Svezia                  |                                                |  |  |       |  |  |                           |  |  |                                      |  |
|                                              | Gustavo III di Svezia | Adolfo Federico di Svezia                  |                                                |  |  |       |  |  |                           |  |  |                                      |  |
|                                              | Gustavo III di Svezia | Luisa Ulrica di Prussia                    |                                                |  |  |       |  |  |                           |  |  |                                      |  |
| Gustavo IV Adolfo di Svezia                  | Gustavo III di Svezia |                                            |                                                |  |  |       |  |  |                           |  |  |                                      |  |
|                                              |                       | Sofia Maddalena di Danimarca               | Federico V di Danimarca                        |  |  |       |  |  |                           |  |  |                                      |  |
|                                              |                       | Sofia Maddalena di Danimarca               | Federico V di Danimarca                        |  |  |       |  |  |                           |  |  |                                      |  |
|                                              |                       | Sofia Maddalena di Danimarca               | Luisa di Hannover                              |  |  |       |  |  |                           |  |  |                                      |  |
| Sofia Guglielmina di Svezia                  |                       | Sofia Maddalena di Danimarca               |                                                |  |  |       |  |  |                           |  |  |                                      |  |
|                                              |                       | Carlo Luigi di Baden                       | Carlo Federico di Baden                        |  |  |       |  |  |                           |  |  |                                      |  |
|                                              |                       | Carlo Luigi di Baden                       | Carlo Federico di Baden                        |  |  |       |  |  |                           |  |  |                                      |  |
|                                              |                       | Carlo Luigi di Baden                       | Carolina Luisa d'Assia-Darmstadt               |  |  |       |  |  |                           |  |  |                                      |  |
| Federica di Baden                            |                       | Carlo Luigi di Baden                       |                                                |  |  |       |  |  |                           |  |  |                                      |  |
|                                              |                       | Amalia d'Assia-Darmstadt                   | Luigi IX d'Assia-Darmstadt                     |  |  |       |  |  |                           |  |  |                                      |  |
|                                              |                       | Amalia d'Assia-Darmstadt                   | Luigi IX d'Assia-Darmstadt                     |  |  |       |  |  |                           |  |  |                                      |  |
|                                              |                       | Amalia d'Assia-Darmstadt                   | Carolina del Palatinato-Zweibrücken-Birkenfeld |  |  |       |  |  |                           |  |  |                                      |  |
|                                              |                       | Amalia d'Assia-Darmstadt                   |                                                |  |  |       |  |  |                           |  |  |                                      |  |